# マリーア＝カロリーナ・ディ・ボルボーネ＝ドゥエ・シチリエ (2003-)
マリーア＝カロリーナ・ディ・ボルボーネ＝ドゥエ・シチリエ（イタリア語: Maria Carolina di Borbone delle due Sicilie, 2003年6月23日 - ）は、両シチリア王国の王位請求者カルロ・ディ・ボルボーネ＝ドゥエ・シチリエの長女。カラブリア女公爵およびパレルモ女公爵。

## 経歴
2003年6月23日、カストロ公カルロとカミッラ・クロチアーニの長女としてイタリア共和国のローマに生まれる。父方の5代前の祖先は両シチリア王国の君主フェルディナンド2世であり、彼の第4王子カゼルタ伯アルフォンソの末裔にあたる。
2019年11月30日、パリの5つ星ホテルシャングリ・ラ パリで開催されたル・バル・デ・デビュタント（Le Bal des Débutantes）に参加した。ル・バル・デ・デビュタントは世界各国の王侯貴族や政治家、著名人の子女が主催者からの招待により参加できるチャリティイベントであり、 同年にはフランス最後の国王ルイ・フィリップの直系子孫ルイーズ・ドルレアンや、華道家元池坊の次期家元池坊専好の令嬢である池坊明日香などが参加している。
2020年9月からハーバード大学で社会科学とマーケティング、経営学を、モナコ国際大学で2歳下の妹マリーア＝キアラと共にファッションとラグジュアリーマネジメントを専攻している。

## 継承
2016年5月14日、父カルロは継承規則を両シチリア王室で代々適用されていた準サリカ法から長子継承制へ変更すると発表した。それに伴いマリーア＝カロリーナはカルロの後継者としてカラブリア女公爵およびパレルモ女公爵の称号を授けられた。しかし、この決定に対しカラブリア系ボルボーネ＝シチリア家の家長でカルロと共に両シチリア王位請求権を主張しているペドロ・デ・ボルボン＝ドス・シシリアスは、カルロに継承規則変更の決定権はなく、2014年に両シチリア王家両系統が署名した和解協定に反するとして抗議している。
ペドロは2015年10月5日に父カルロスの死去に伴いカラブリア公を継承している為、マリーア＝カロリーナの叙任によって称号が競合状態になっている。